# Telmatoscopus macneilli
Telmatoscopus macneilli és una espècie d'insecte dípter pertanyent a la família dels psicòdids que es troba a Califòrnia.